# Aleksandr Jefimow (wojskowy)
Aleksandr Nikołajewicz Jefimow (ros. Алекса́ндр Никола́евич Ефи́мов, ur. 6 lutego 1923 w Kantiemirowce w obwodzie woroneskim, zm. 31 sierpnia 2012 w Moskwie) – radziecki lotnik i dowódca wojskowy, marszałek lotnictwa ZSRR (1975), zastępca dowódcy (1969–1984) i dowódca (1984–1990) Sił Powietrznych ZSRR, zastępca ministra obrony ZSRR (1984–1990) dwukrotny Bohater Związku Radzieckiego (1944 i 1945).

## Życiorys
Spędził dzieciństwo i młodość w Millerowie, w Armii Czerwonej służył od maja 1941, 1941–1942 elew Ługańskiej Wojskowej Szkoły Lotniczej, od sierpnia 1942 lotnik 594 pułku szturmowego. Od lipca 1944 dowódca eskadry 198 pułku szturmowego 233 Dywizji Lotniczej 4 Armii 2 Frontu Białoruskiego w stopniu starszego porucznika. Wykonał sto lotów bojowych i ataków na lotniska, promy i pociągi. Za odwagę i bohaterstwo w walce dekretem Prezydium Rady Najwyższej ZSRR z 26 października 1944 otrzymał tytuł Bohatera Związku Radzieckiego ze Złotą Gwiazdą i Orderem Lenina. Łącznie podczas II wojny światowej wykonał 288 lotów bojowych na Ił-2, zniszczył osobiście i w grupach 85 samolotów wroga na lotniskach i 8 w walkach powietrznych; zniszczył również dużą ilość sprzętu wroga. 18 sierpnia 1945 otrzymał gwiazdę i tytuł Bohatera Związku Radzieckiego po raz drugi. 
Po wojnie zajmował wysokie stanowiska dowódcze w Wojskach Lotniczych, był m.in. dowódcą pułku i dywizji. 21 maja 1951 w Millerowie zbudowano jego pomnik. W 1957 ukończył Wojskową Akademię Sztabu Generalnego Sił Zbrojnych ZSRR i został zastępcą dowódcy 30 Armii Powietrznej w Nadbałtyckim Okręgu Wojskowym. W latach 1964–1969 dowódca Armii Powietrznej Karpackiego Okręgu Wojskowego, 1969–1984 zastępca dowódcy Sił Powietrznych ZSRR, w 1970 walczył na Bliskim Wschodzie wraz z egipskimi oddziałami dowodzonymi przez Husniego Mubaraka. Od 29 kwietnia 1975 marszałek lotnictwa ZSRR. W latach 1984–1990 dowódca Sił Powietrznych ZSRR i zastępca ministra obrony ZSRR. W latach 1986–1990 członek KC KPZR. W latach 1990–1993 przewodniczący Państwowej Komisji ds. Użytkowania Przestrzeni Powietrznej i Zarządzania Ruchem Lotniczym. Doktor nauk wojskowych, profesor Akademii Nauk Lotnictwa i Aeronautyki. W latach 1946–1950 i 1974–1989 deputowany do Rady Najwyższej ZSRR. Od 1993 na emeryturze. Od 2006 przewodniczący Rosyjskiego Komitetu Weteranów Wojny i Służby Wojskowej. Przewodniczący Komisji ds. Wzajemnej Współpracy z Organizacjami Społecznymi Weteranów, Oficerów Rezerwy i na Emeryturze przy Prezydencie Federacji Rosyjskiej. Zmarł na zawał na wieść o śmierci przyjaciela – marsz. Siergieja Sokołowa. Pochowany na Cmentarzu Nowodziewiczym.

## Odznaczenia i nagrody
- Złota Gwiazda Bohatera ZSRR (dwukrotnie – 1944 i 1945)
- Order Lenina (trzykrotnie – 26 października 1944, 31 października 1967 i 4 września 1981)
- Order Rewolucji Październikowej (19 lutego 1988)
- Order Czerwonego Sztandaru (pięciokrotnie – 29 maja 1943, 21 lutego 1944, 24 października 1944, 21 lutego 1969 i 5 lutego 1973)
- Order Aleksandra Newskiego (1 sierpnia 1944)
- Order Wojny Ojczyźnianej I klasy (dwukrotnie – 5 listopada 1943 i 11 marca 1985)
- Order Czerwonej Gwiazdy (30 grudnia 1956)
- Order „Za służbę Ojczyźnie w Siłach Zbrojnych ZSRR” III klasy (17 lutego 1976)
- Order „Za zasługi dla Ojczyzny” II klasy (21 lutego 2008)
- Order „Za zasługi dla Ojczyzny” III klasy (6 lutego 2003)
- Order „Za zasługi dla Ojczyzny” IV klasy
- Order Męstwa
- Nagroda Państwowa ZSRR (1984)
- Medal „Za zasługi bojowe”
- Medal 100-lecia urodzin Lenina
- Medal „Za wyróżnienie w ochronie granic państwowych ZSRR”
- Medal „Za obronę Moskwy”
- Tytuł Zasłużonego Lotnika Wojskowego ZSRR (1970)
- Medal „Za zwycięstwo nad Niemcami w Wielkiej Wojnie Ojczyźnianej 1941–1945”
- Medal jubileuszowy „Dwudziestolecia zwycięstwa w Wielkiej Wojnie Ojczyźnianej 1941–1945”
- Medal jubileuszowy „Trzydziestolecia zwycięstwa w Wielkiej Wojnie Ojczyźnianej 1941–1945”
- Medal jubileuszowy „Czterdziestolecia zwycięstwa w Wielkiej Wojnie Ojczyźnianej 1941–1945”
- Medal jubileuszowy „50-lecia zwycięstwa w Wielkiej Wojnie Ojczyźnianej 1941–1945”
- Medal jubileuszowy „60-lecia zwycięstwa w Wielkiej Wojnie Ojczyźnianej 1941–1945”
- Medal jubileuszowy „65-lecia zwycięstwa w Wielkiej Wojnie Ojczyźnianej 1941–1945”
- Medal jubileuszowy 300-lecia rosyjskiej marynarki wojennej
- Medal „W upamiętnieniu 800-lecia Moskwy”
- Medal jubileuszowy „30 lat Armii Radzieckiej i Floty”
- Medal jubileuszowy „40 lat Sił Zbrojnych ZSRR”
- Medal jubileuszowy „50 lat Sił Zbrojnych ZSRR”
- Medal jubileuszowy „60 lat Sił Zbrojnych ZSRR”
- Medal jubileuszowy „70 lat Sił Zbrojnych ZSRR”
- Medal „Za nienaganną służbę” I klasy
- Medal Żukowa
- Medal „Za umacnianie braterstwa broni”
- Medal „Weteran Sił Zbrojnych ZSRR”
- Krzyż Kawalerski Orderu Odrodzenia Polski (Polska)
- Order Krzyża Grunwaldu II klasy (Polska)
- Krzyż Walecznych (Polska)
- Medal za Warszawę 1939–1945 (Polska)
- Medal Zwycięstwa i Wolności 1945 (Polska)
- Odznaka Braterstwa Broni (Polska)
- Order Ludowej Republiki Bułgarii (Bułgaria)
- Order 9 września 1944 (Bułgaria)
- Medal 100-lecia wyzwolenia Bułgarii z osmańskiej niewoli (Bułgaria)
- Medal Za umacnianie Braterstwa Broni
- Order Czerwonego Sztandaru (Mongolia)
- Medal 30-lecia zwycięstwa nad japońskim militaryzmem (Mongolia)
- Medal 30-lecia zwycięstwa nad Chałchin-Goł (Mongolia)
- Medal 40-lecia zwycięstwa nad Chałchin-Goł (Mongolia)
- Medal 50-lecia Ludowej Armii Mongolii (Mongolia)
- Medal 60-lecia Ludowej Armii Mongolii (Mongolia)
- Medal Braterstwa Broni (NRD)